# Самедова, Елизавета
Елизавета Самедова (также Елизавета Рубан, род. 3 марта 1995, Киев) — украинская и азербайджанская волейболистка. Доигровщица. Игрок сборной Азербайджана и румынского клуба «Ленинградка».

## Карьера
Родилась 3 марта 1995 года в Харькове. Училась в Харьковском областном высшем училище физической культуры и спорта.  
Мастер спорта Украины.  
Играла за команду высшей лиги «ОДЮСШ-Орбита» (Запорожье) и юношескую сборную Украины. В сезоне 2011/12 выступала за команду высшего дивизиона «Галичанка» (Тернополь). 
В 2012 году вместе с Алёной Харченко из «Орбиты» (Запорожье) переехала в Азербайджан. Защищали честь столичной «Рабиты». В июне 2014 года они получили гражданство Азербайджана. С этого времени Елизавета Рубан начала выступать под фамилией Самедова, а Елена Харченко — Гасанова.
В 2014 году выступала за «Телеком Баку». В течение сезона 2016/17 была капитаном «Телеком Баку». С клубом выиграла чемпионат Азербайджана 2016/17. По результатам сезона получила звание MVP — самого ценного игрока чемпионата. 
Летом 2017 года перешла в «Савино Дель Бене» (Италия), выступавшую в Серии А1. 
Летом 2018 года присоединилась к российской команде «Ленинградка» (Санкт-Петербург), выступавшей в Суперлиге. В 2020 году из-за пандемии коронавируса отменила контракт с командой «Ленинградка».
В сезоне 2021/2022 выступала за «Болу Бедедийеспор». Команда заняла 10 место в чемпионате Турции, и не смогла пробиться  в плей-офф.
В 2022 году перешла в «Лугож» (Румыния).

### Альба-Блаж
28 июля 2024 года перешла в «Альба-Блаж» (Румыния).
В сезоне 2024/2025 года в чемпионате Румынии на декабрь 2024 года вошла в тройку лучших нападающих (129 очков в 255 атаках, 51 %). После первого круга «Альба» лидировала в чемпионате. Самедова признавалась несколько раз самым ценным игроком.
С командой дошла до полуфинала Кубка ЕКВ 2024/2025.

## Национальная сборная
Дебютировала в составе взрослой сборной Азербайджана в 2015 году. Помогла своей команде заработать золото в Европейской волейбольной лиге в 2016 году и на Играх исламской солидарности 2017 года. 
На чемпионате Европы в 2017 году по волейболу среди женщин дошла до полуфинала.
В августе 2022 года на V Играх исламской солидарности в составе сборной завоевала бронзовые медали.

## Спортивные достижения
- 2015 — Чемпион Азербайджана
- 2016 — Победитель Европейской лиги
- 2017 — MVP чемпионата Азербайджана
- 2017 — Победитель Игр исламской солидарности 2017 года
- 2017 — Четвёртое место на чемпионате Европы[11]
- 2022 — Бронзовая медаль V Игр исламской солидарности[22]

## Личная жизнь
Елизавета Самадова встречалась с сербским профессиональным футболистом Йованом Крнетой, который выступал за Zira FK в азербайджанской Премьер-лиге. В 2019 году в Белграде (Сербия) вышла замуж за Йована Крнету.